# Neoauto
Neoauto SAC es una compañía del Grupo Santander (EDPYME Santander Consumer) que se dedica a la comunicación entre personas interesadas en comprar y vender autos y anuncios en internet. En Perú, es la principal vertical de vehículos nuevos y usados con un 30% de market share de vehículos publicados del mercado de autos usados.
Sus Oficinas están ubicadas en Lima, Perú.

## Historia
Hasta el 2007 los anuncios automotores formaban parte de los avisos por palabras y los avisos económicos. Es decir, los avisos Clasificados del suplemento impreso que se publica todos los domingos junto con El Comercio. En septiembre de 2009 se lanzó por primera vez la versión digital de Neoauto.pe y luego en junio del 2010, se lanzó por primera vez por separado el suplemento «Neoauto, los Clasificados Automotores del Grupo El Comercio (Perú)». 
Por último, en el 2014 se relanzó la versión digital y se cambió a Neoauto.com. En la actualidad Neoauto.com ofrece contenido de avisos que se publican a los usuarios y lectores del rubro automotor. El suplemento NeoAuto impreso del domingo acompaña a los 220 mil ejemplares del diario El Comercio y a la fecha cuenta con casi 300 mil lectores, de los cuales aproximadamente el 60% son de NSE AB y de 18 a más años. El Suplemento cuenta con unas 52 páginas en promedio, en las que se pueden  encontrar más de 3,500 avisos clasificados. 
En el 2020, el Grupo Santander en Perú adquirió el 55% de las acciones de la empresa  con el objetivo de poder facilitar el acceso a las personas para la adquisición de un vehículo. Actualmente Neoauto cuenta con 1.7 millones de visitas, más de 700mil usuarios únicos, tiene más de 4mil autos publicados, recibe más de 80mil leads de clientes interesados en un vehículo y más de 15mil leads de clientes interesados en un financiamiento al mes. 